# 日本風水
日本風水（にほんふうすい）とは、陰陽道の別称。天武天皇によって創唱された陰陽道は、天文・地理から暦道、食経に至るまでの広範な、しかし一貫した原理・体系であるが、いわゆる「風水」はその中の「地理」に含まれる。しかし近年、支那風の呼称である「風水」がブームとなって人口に膾炙したことから、一般への普及呼称として、陰陽道を「日本風水」と呼ぶこともある。

## 参考資料
- 『日本風水』戸矢学/木戸出版